# Bamukumbit
Die Sprache Bamukumbit (ISO 639-3: bqt; bamenkombit, bamenkoumbit, bamoukoumbit, bamunkum, mangkong) ist eine bantoide Sprache, die in der Kameruner Region Nordwesten von insgesamt 12.000 Personen (2008) mit Hauptsitz in der Gemeinde Bamukumbit gesprochen wird.
Lexikalisch ist die Sprache am engsten verwandt mit Awing [azo] zu 74 %, die zusammen mit anderen Sprachen die Untergruppe Ngemba bilden.